# مسجد لاهیجان
مسجد لاهیجان مربوط به دوره قاجار است و در شهرستان رفسنجان، بخش مرکزی، دهستان رزم آوران، روستای لاهیجان، خیابان سرداران، آخرین کوچه، سمت چپ، واقع شده و این اثر در تاریخ ۷ اسفند ۱۳۸۶ با شمارهٔ ثبت ۲۱۴۶۸ به‌عنوان یکی از آثار ملی ایران به ثبت رسیده است.